# Joyce Blau
Pour les articles homonymes, voir Joyce et Blau.
Joyce Blau (nom d'alliance : Joyce de Wangen) née au Caire (royaume d'Égypte) le 18 mars 1932 et morte le 24 octobre 2024 à Paris, est une linguiste française, spécialiste de la langue et de la littérature kurdes.
Rédactrice en chef de la revue Études kurdes, Joyce Blau a enseigné à l'Institut national des langues et civilisations orientales (INALCO). Elle est membre de l'équipe de recherche « Monde Iranien » du CNRS, Joyce Blau est l'auteure de nombreuses études sur la langue, la littérature et la civilisation des Kurdes.

## Biographie
Joyce Blau naît au Caire en 1932. Elle est scolarisée à l’école française d’abord, puis dans une école chrétienne, dont l'enseignement se déroule en français et en anglais. Au début des années 1950, elle sympathise avec les mouvements d'opposition, dont celui d'Henri Curiel. En 1954, elle est arrêtée et demeure plusieurs mois en prison. Elle est ensuite acquittée mais, en 1955, elle est expulsée du pays. Elle s'exile alors en France. 
Elle reprend ses études à l’École nationale des langues orientales vivantes (futur INALCO), où elle devient l'élève de l'éminent kurdologue Kamuran Bedirxan, à qui elle succédera plus tard. Elle publie de nombreux travaux consacrés à la langue et à la civilisation des Kurdes. De par ses fonctions à l'INALCO, elle fait la jonction entre l’« école française » formée dans les années 1930 autour des frères Bedirxan, comptant, entre autres, Roger Lescot, Pierre Rondot et Thomas Bois, et la jeune génération d’étudiants et de jeunes universitaires.
Outre la cause kurde, elle s'est aussi engagée en faveur du FLN algérien, puis du dialogue israëlo-palestinien,.
Depuis l'an 2000, elle est rédactrice en chef d'Études kurdes, une revue académique de travaux et de recherches sur l'histoire, l’anthropologie, la sociologie et la littérature kurdes, publiée par l'Institut kurde de Paris,,.
En 2018, les collaborateurs de l'Institut kurde de Paris lui offrent un volume de mélanges à l’occasion de son anniversaire : Joyce Blau l’éternelle chez les Kurdes.

## Publications
| Date | Intitulés |
| ---- | --- |
| 1963 | Le problème kurde, essai sociologique et historique, publication du Centre pour l’Étude des Problèmes du Monde Musulman Contemporain, Bruxelles, 80 p. + une carte. |
| 1964 | « Les relations intercommunautaires en Irak », in : Études, Correspondance d’Orient, no 5-6, publié par le Centre pour l’Étude des Problèmes du Monde Musulman Contemporain, Bruxelles, p. 87-102                                                                            |
| 1965 | « Trois textes de folklore kurde », in : Études, Correspondance d’Orient, publié par le Centre pour l’Étude des Problèmes du Monde Musulman Contemporain, Bruxelles, p. 29-50.                                                                                               |
| 1965 | Dictionnaire kurde/Kurdish Dictionary, Centre pour l’Étude des Problèmes du Monde Musulman Contemporain, Bruxelles |
| 1966 | « L’Irak », in : Les Minorités et les dissidences dans les pays musulmans, Acta Orientalia Belgica, Bruxelles, p. 237-240 |
| 1968 | Kurdish Kurmandji Modern Texts, Introduction, Selection and Glossary, Iranische Texte, dir. par Georges Redard, Otto Harrassowitz, Wiesbaden, 58 p. |
| 1975 | Le Kurde de ‘Amadiya et de Djabal Sindjar, analyse linguistique, textes folkloriques, glossaires, Travaux de l’Institut d’Études iraniennes de l’Université de la Sorbonne Nouvelle, Klincksieck, 252 p.                                                                     |
| 1975 | Ferheng kurdî û Tirkî, publ. Sivan, République Fédérale d’Allemagne, 109 p. |
| 1977 | Traduction du russe de l’ouvrage d’I.O. Oranskij, Les langues iraniennes, préface de Gilbert Lazard, Institut d’Études iraniennes de l’Université de la Sorbonne Nouvelle, C. Klincksieck, Paris 239 p. + 1 carte                                                            |
| 1980 | Manuel de kurde, dialecte sorani, C. Klincksieck, 287 p. |
| 1980 | « Djassem Djelil », in : Dictionnaire des Auteurs de tous les temps et de tous les pays, Laffont–Bompiani, coll. « Bouquins » 2e éd., p. 545 |
| 1982 | « Les Kurdes », in : Frontières, problèmes de frontières dans le Tiers-monde, L’Harmattan, Université Paris VII, p. 128-135 |
| 1983 | « Les études de linguistique et de lexicographies kurdes : historique et développements actuels », in : Verbum, Revue de linguistique publiée par l’Université de Nancy II, Tome VI, fasc,1/2, p. 2-18.                                                                      |
| 1984 | « Le Mouvement national kurde », in : Les Temps Modernes, no 456-457, Turquie du réformisme autoritaire au libéralisme musclé, p. 447-461 |
| 1984 | « Problems in the unification of the Kurdish Language », in : New Pesh Merga, no 18, Nacka (Suède), p. 14-19 |
| 1984 | Mémoire du Kurdistan, recueil de la tradition littéraire orale et écrite, préface Maxime Rodinson, éditions Findakly Paris, 221 p. |
| 1984 | « Une nouvelle de Hassan Mela Ali Qizilji, Le thé du diwakhane », in : Le Monde Diplomatique, mois de juin |
| 1985 | Articles : « Chamilov » (Ereb Semo), Djagarkhwîn (Cegerxwîn), Goran (Abdullah Sulayman), Hawar (l’Appel), Khani (Ahmadê Khanî), Koyî (Hadjî Qadir Koyî), Kurde (Littérature kurde), in : Dictionnaire historique, thématique et technique des LITTERATURES, Larousse, Paris. |
| 1985 | « Les Juifs au Kurdistan », in : Mélanges linguistiques offerts à Maxime Rodinson par ses élèves, ses collègues et amis, éd. Christian Robin, Geuthner, Paris p. 123-132 |
| 1985 | « Mirîna Hesen Qizilcî (Le décès de Hasan Qizilcî) », in Hêvî, no 4, Institut kurde de Paris, p. 7-10 |
| 1986 | Contes kurdes, Conseil International de la Langue française, coll. Fleuve et Flamme, Paris 1986, 167 p. |
| 1986 | « Bîranîna Thomas Bois (En mémoire de Thomas Bois) », in : Hêvî, No 4, Institut kurde de Paris, p. 11-13 |
| 1986 | « Mirina zanayê mezin Qanatê Kurdo (Décès du grand savant Kanatê Kurdoev) », p. 7 – 15 et « Hêmin jî mir (Hêmin est également décédé)» p. 19-24, in : Hêvî, kovara çandiya gistî, no 5, Institut kurde de Paris                                                              |
| 1986 | « Qanate Kurdoev, 1908-1985 », in : Studia Iranica, Tome 15 – fasc. 2, publ. de l’Association pour l’avancement des Études Iraniennes, CNRS, Paris, p. 249-256 |
| 1987 | « Mes jours, de Goran », « La Douleur du peuple (Janî Gel), d’Ibrahim Ahmed », « Plaie noire (Birîna Res/Kara yara) » de Musa Anter », in : Dictionnaire des Œuvres de tous les temps et de tous les pays, Littérature, philosophie, musique, coll. Bouquins, 5e éd. Paris   |
| 1988 | « Gulchine, un conte kurde », in : Bulletin de l’Association des anciens élèves de l’Institut National des Langues et Civilisations Orientales, p. 57-61 |
| 1988 | « Bibliographie des ouvrages de kurdologie depuis la fondation de l’Institut kurde de Paris : 1983-1985 », in : Studia Kurdica. |
| 1989 | « Kurde », « Gurânî », « Zâzâ », in : Compendium Linguarum Iranicarum, ouvrage collectif dirigé dir. Rüdiger Schmitt, Wiesbaden, p. 326-340. |
| 1989 | « Le kurde lori », in : Études irano-aryennes offertes à Gilbert Lazard, Studia Iranica, Cahier 7, p. 37-58 |
| 1990 | « Le rôle des cheikhs naqshbandi dans le mouvement national kurde », in : Naqshbandis, cheminements et situation actuelle d’un ordre mystique musulman, éd. par Marc Gaborieau, Alexandre Popovic et Thierry Zarcone, Editions Isis, Istanbul-Paris, p. 371-377              |
| 1990 | « La réforme du kurde », in : La réforme des langues, dir. Claude Hagège et I. Fodor, Cologne |
| 1990 | Les Kurdes et le Kurdistan, Bibliographie critique 1977 – 1986, Institut Français de recherche en Iran, Téhéran-Paris, 146 p. |
| 1990 | Préface à l’ouvrage I Curdi nella Storia, Mirella Galletti, ed. Vecchio Faggio, Rome. |
| 1991 | « La langue et la littérature kurdes », in : Conférence internationale de Paris 14-15 octobre 1989, Les Kurdes : Droits de l’homme et identité culturelle, Institut kurde de Paris, p. 44-50                                                                                 |
| 1991 | Kürtçe/Türkçe, Kürtçe/Fransizca, Kürtçe/Ingilizce Sözlük, Dictionnaire kurde/turc/français/anglais, Sosyal Yayinlar, Istanbul, 342 p. |
| 1991 | « The Poetry of Kurdistan, Language embodies Kurdish National Unity », in : The Word and I, a Publication of the Washington Times Corporation, Vol. 6, No 8, Washington, p. 623-637.                                                                                         |
| 1992 | « Les Kurdes », in : Historiens et Géographes, no 336, mai-juin, Le Moyen-Orient au XXe siècle, Paris, p. 305-320. |
| 1992 | « Die Wissenschaft von der kurdischen Sprache », in : Kurden, Azadi Freihheit in de Bergen, Alfred Janata, Karin Kren und Maria Anna Six, Schallaburg, November 1992, Katalog des NÖ Landesmuseums, Neue Folge Nr 294, Wien, p. 180-191                                      |
| 1992 | « Kurdische Literatur », idem, p. 192-205 |
| 1993 | « Le cagani : lori ou kurde ?», in : Studia Iranica, Tome 22, fasc. 1, publ. Association pour l’Avancement des études iraniennes, Paris, p. 93-119. |
| 1994 | « Goran », « Littérature en gorânî », « Folklore et littérature kurdes », « Mem o Zîn », in : Dictionnaire universel des Littératures, Presses universitaires de France, pub. sous la direction de Béatrice Didier                                                           |
| 1994 | Kürtler ve Kurdistan, elistirel bir bibliyografya 1977 – 1990, Mezopotamya, Suède, 165 p. |
| 1994 | « Deldar Yunes », in : Encyclopaedia Iranica, Vol. VII, fasc. 3, Mazda, California, p. 238 |
| 1994 | « La littérature kurde », in : Les Kurdes et les États, Peuples Méditerranéens, no 68-69, p. 77-94 |
| 1995 | « La littérature kurde », in : Les Kurdes et les États, Peuples Méditerranéens, no 68-69, juillet-décembre, p. 77-93. |
| 1995 | « Kurdologie als Spiegel der Politischen Situation », in : Kurdologie, Bibliotek Feqiyê Teyran, Berlin, p. 43-56 |
| 1995 | « Jiyan û berhemên Ehmedê Xanî (1650-1707) », in : Çira, kovara komeleya nivîskarên kurd le Swêdê, sal 1, hejmar 3, |
| 1995 | « Vie et œuvre de Thomas Bois, 1900-1975 », in : Journal of Kurdish Studies, Vol. 1, Peeters Press, Louvain, p. 85-96. |
| 1996 | « Kurdish written literature », in : Kurdish Culture and Identity, ed. Philip Kreyenbroek & Christine Allison, Zed Books, Middle Eastern Studies p. 20-28 |
| 1999 | Manuel de kurde kurmanji, en collaboration avec Veysi Barak, L’Harmattan, 225 p. |
| 1999 | « Les relations entre les juifs et les musulmans au Kurdistan », in : L’Islam des Kurdes, Les Annales de l’Autre Islam, no 5, INALCO, Paris, p. 199-224. |
| 2000 | Méthode de kurde sorani, L’Harmattan, 323 p. |
| 2000 | « Le développement de la littérature kurde dans la cité », in : The Journal of Kurdish Studies, vol. III, 1998-2000, Louvain, Peeters Press, p. 85-91. |
| 2005 | « La littérature kurde », in : Passerelles, Kurdistan, Revue d’Études interculturelles, Thionville, p. 287-296. |
| 2010 | « Written Kurdish Literature », in : Oral Literature of Iranian Languages, ed. par Philip G. Kreyenbroek & Ulrich Marzolph, A History of Persian Literature XVIII, I.B. Tauris, p. 1-31.                                                                                     |
| 2012 | « La littérature kurde », in : Études kurdes, La Littérature kurde, L’Harmattan, p. 5-36 |